# Reorx
Reorx es uno de los 21 dioses del universo de Dragonlance, creado por Margaret Weis y Tracy Hickman. Reorx es una deidad mayor, igual que Paladine, Mishakal, Takhisis, Sargonnas y Gilean. Es uno de los 7 dioses de la neutralidad, con Gilean, Sirrion, Chislev, Zyvilin, Sinare y Lunitari.
Reorx sólo encuentra placer en la creación y pasa el tiempo solo en su forja creando objetos, que arroja al vacío después de crearlos, dando lugar a las estrellas fugaces.

## Creación de Krynn
A espaldas de su padre Caos, la diosa Takhisis convenció a sus hermanos Paladine y Gilean para crear un mundo y poblarlo de criaturas. Después acudió a Reorx y le convenció para que forjase el mundo. Ansioso ante la idea de que alguna de sus creaciones perdurase, Reorx aceptó el encargo sin dudar. Al descubrir la creación del mundo, Caos decidió que reinase el desorden, tanto en el mundo como entre los dioses, lo que provocó la Guerra de Todos los Santos.
Mucho después Reorx enseñó a algunos humanos el arte de la forja, permitiéndoles crear objetos de metal que mejoraron enormemente su vida. Sin embargo, estos hombres pronto olvidaron a su dios y renegaron de él. Enfurecido, Reorx decidió convertirlos en gnomos, criaturas pequeñas y débiles con enorme afán de creación, pero cuyos inventos son todos fallidos.
La guerra entre elfos y ogros estaba arrasando el mundo. Chislev, diosa de la naturaleza, embaucada por el dios Hiddukel, pidió a Reorx que capturase una parte de Caos en una joya, la Gemagrís. Aunque se suponía que sólo tenía que atrapar una ínfima parte de Caos, sin saber muy bien cómo Reorx atrapó a todo Caos dentro de la Gema. Después de crearla, la entregó a Lunitari tal como estaba previsto. Pero la gema provocaba una enorme atracción en todo aquel que la viese y Reorx no era la excepción. Pidió a Lunitari que se la devolviese, a lo que ella se negó. Entonces Reorx mostró la gema en sueños a un gnomo, que consiguió cogerla de la luna roja, donde Lunitari la había dejado. Reorx pidió al gnomo la gema, pero él también había sido atraído por ella. Lucharon por la gema y esta salió disparada y se perdió. Desde entonces, la gema fue campando por el mundo, sembrando el Caos.
La gema fue finalmente "capturada" por un humano, Gargath, en su castillo. Los gnomos lo tomaron al asalto, haciendo explotar parte de los muros. Algunos de los gnomos que habían entrado querían romper la gema para ver que había dentro y otros querían guardarla por su valor. Los primeros dieron lugar a los kenders y los segundos a los enanos.

## Fieles de Reorx
Los principales seguidores de Reorx son los enanos, los gnomos y los kenders, que le dan diferentes nombres. Para los primeros es el Forjador, para los gnomos el Maestro y los kenders le llaman el Artesano.
Los enanos son los más fieles a Reorx. Se consideran su raza elegida, aunque en realidad no fueron creados directamente por él. Fueron la única raza que no abandonó a su dios después del Cataclismo, aunque estaban furiosos con él por haber permitido que el Cataclismo les afectase. Por esta lealtad, Reorx intenta ayudar a los enanos a recuperar la riqueza que tenían antes del Cataclismo. Los enanos tienen numerosos sacerdotes, aunque estos perdieron sus poderes luego del Cataclismo, al igual que los de las otras deidades. 
Reorx también está pendiente de los gnomos, a quienes inspira sus mejores inventos.

## Avatar
Cuando desciende a Krynn, Reorx adopta la forma de un musculoso y elegante enano, Dougan Martillo Rojo. Dougan es un personaje de cierta importancia en la trilogía Leyendas de la Dragonlance. Dougan proporciona a Usha Majere los medios para ser instruida en el arte de robar, de forma que pueda hacerse con la gema gris y con una gota de sangre de Caos. Dougan también es un viejo amigo de Palin Majere y Tasslehoff Burfoot.

## Cosmología
Reorx es uno de los dioses sin constelación de Krynn. Está representado en el cielo nocturno por una estrella roja, que no es otra cosa que su forja, cuyo fuego se ve desde Krynn. Es la única de las representaciones de los dioses que sobrevive al segundo cataclismo.
- Datos: Q3813487